# Batignano
Batignano is een plaats (frazione) in de Italiaanse gemeente Grosseto.